# Tituly a vyznamenání Marty Louisy Norské

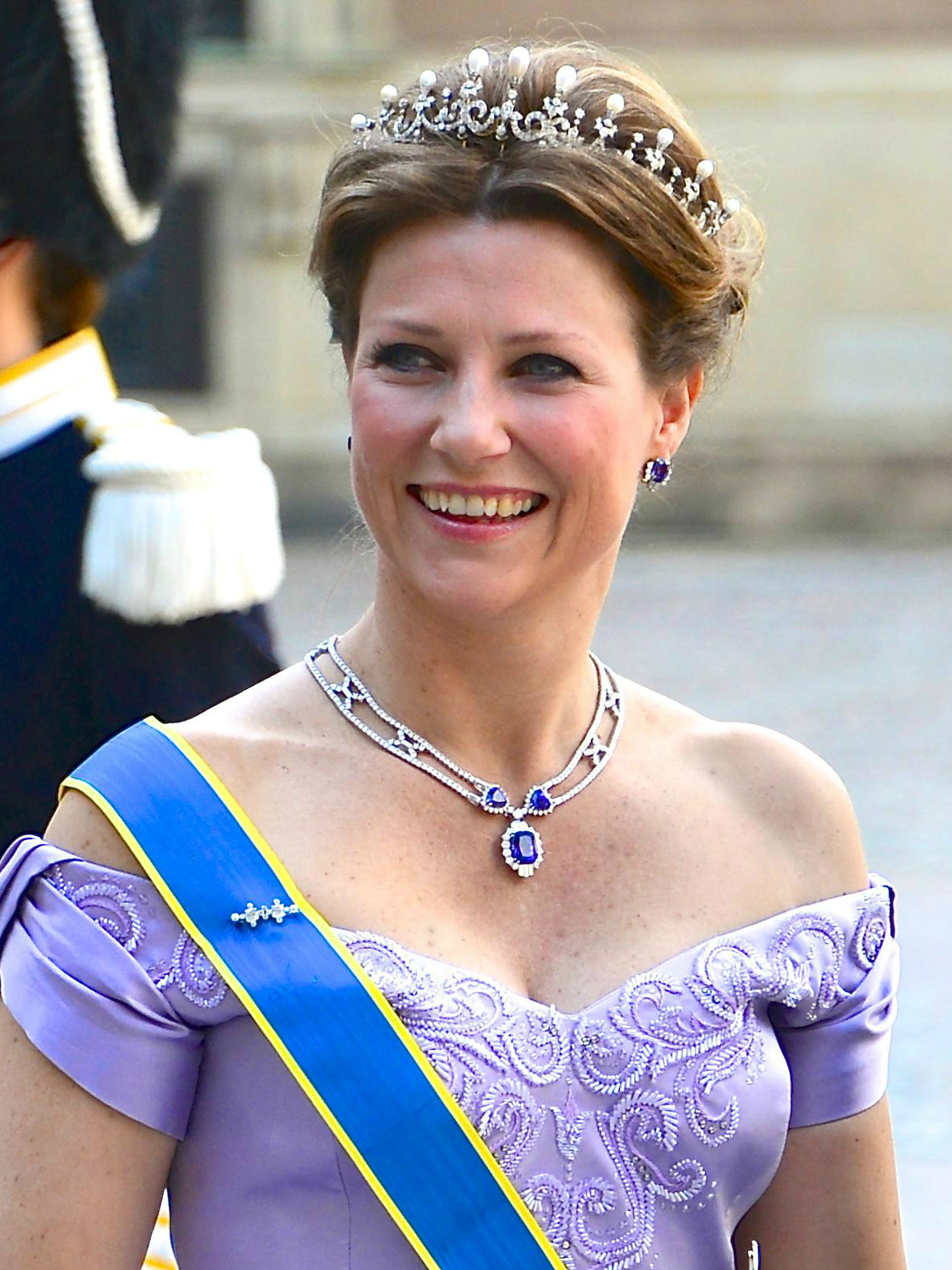
Princezna Marta Louisa Norská se šerpou Řádu polární hvězdy

Královský monogram princezny Marty Louisy

Princezna Marta Louisa, dcera norského krále Haralda V., obdržela během svého života řadu norských i zahraničních titulů a vyznamenání.

## Tituly
- 22. září 1971 – 1. února 2002: Její královská Výsost princezna Marta Louisa Norská
- 1. února 2002 – dosud: Její Výsost princezna Marta Louisa Norská

V roce 2002 odňal král Harald V. s princezniným souhlasem z jejího oslovení slovo královská a nadále tak princezna užívá v oslovení pouze Výsost. Toto oslovení se však používá pouze mimo Norsko.

## Vyznamenání

### Norská vyznamenání
- dáma velkokříže s řetězem Řádu svatého Olafa – 22. září 1989
- dáma Královského rodinného řádu krále Olafa V.
- dáma Královského rodinného řádu krále Haralda V.[1]
- Medaile 100. výročí narození krále Haakona VII. – 3. srpna 1972
- Jubilejní medaile krále Olafa V. 1957–1982 – 21. září 1982
- Jubilejní medaile krále Haralda V. 1991–2016 – 17. ledna 2016[2]
- Medaile 100. výročí narození krále Olafa V. – 2. července 2003
- Pamětní medaile krále Olafa V. – 30. ledna 1991
- Medaile stého výročí královské rodiny – 18. listopadu 2005

### Zahraniční vyznamenání
- Dánsko
  -  rytíř Řádu slona – 13. října 1992[3]
- Finsko
  -  velkokříž Řádu bílé růže – 18. října 1994[3]
- Island
  -  velkokříž Řádu islandského sokola – 26. října 1993[3][4]
- Jordánsko
  -  velkostuha Řádu jordánské hvězdy – 10. dubna 2000[3]
- Lucembursko
  -  velkokříž Řádu Adolfa Nasavského – 18. dubna 1996[3]
- Nizozemsko
  -  velkokříž Řádu Oranžské dynastie
  -  čestná dáma velkokříže Řádu koruny – 15. dubna 1996[3]
- Portugalsko
  -  velkokříž Řádu prince Jindřicha – 13. února 2004[3][5]
- Španělsko
  -  rytíř velkokříže Řádu za občanské zásluhy – 2. června 2006[3][6]
- Švédsko
  -  komtur velkokříže Řádu polární hvězdy – 2. června 1993[3]
  -  Medaile k 50. narozeninám krále Karla XVI. Gustava – 30. dubna 1996[3]
  -  Medaile k 70. narozeninám krále Karla XVI. Gustava – 30. dubna 2016[3]